# Palmon greeni
Palmon greeni är en stekelart som först beskrevs av Crawford 1912.  Palmon greeni ingår i släktet Palmon och familjen gallglanssteklar. Inga underarter finns listade i Catalogue of Life.